# Schönfließ (Mühlenbecker Land)
Schönfließ è una frazione del comune tedesco di Mühlenbecker Land, nel Brandeburgo.

## Storia
Il 26 ottobre 2003 il comune di Schönfließ fu fuso con i comuni di Mühlenbeck, Schildow e Zühlsdorf, formando il nuovo comune di Mühlenbecker Land.

## Monumenti e luoghi d’interesse
Chiesa (Dorfkirche)Costruzione in pietra risalente al XIII secolo e ampliata intorno al 1700 con rifacimento degli interni; la torre in mattoni risale al 1877-78.
Osteria (Dorfkrug)Costruzione a graticcio risalente al XVIII secolo, ampliata dopo il 1920.